# Mad Dogs
Mad Dogs är en amerikansk dramakomediserie vars första säsong hade premiär den 15 januari 2015. Första säsongen som är skapad av Cris Cole bestod av tio avsnitt. Säsongen är baserad på denna brittiska TV-serien med samma namn från 2011. Serien visas på Viaplay med start den 17 januari 2024.

## Handling
Serien kretsar kring fyra vänner som åker till Belize för att besöka den femte medlemmen i gänget. Det dröjer dock inte länge innan saker ting tar en oväntad vändning.

## Rollista (i urval)
- Ben Chaplin - Joel
- Michael Imperioli - Lex
- Romany Malco - Gus
- Steve Zahn - Cobi
- Phil Davis - Lawrence
- Mark Povinelli - The Cat
- Rachael Holmes - Erica
- Maria Botto - Sophia Moreno
- Coby Bell - Aaron
- Allison Tolman - Rochelle
- Billy Zane - Milo
- Ted Levine - Conrad Tull
- Sutton Foster - Gerda